# Klematissläktet
Klematissläktet (Clematis) är ett släkte i familjen ranunkelväxter med cirka 300-350 arter. Det består av buskar, oftast klättrande, eller perenna örter. Klematisar finns i världens tempererade områden, men de arter som är vanligast som trädgårdsväxter kommer framför allt från Europa, Japan och Kina. Skogsklematis (Clematis vitalba) förekommer förvildad i Sverige och kallas även skogsreva. Klematis är vanliga trädgårdsväxter.
Växtsättet varierar från små låga perenner på bara några cm, till klättrare på över 10 m. Klättrande arter klättrar genom att vrida bladskaftsklängena runt någon form av stöd. Blommorna är klocklika eller utbredda och har 4 vita eller färgade foderblad och de egentliga kronbladen är vanligen små och tillbakabildade. Blommorna kan sitta ensamma eller i stora blomställningar. Fröställningarna består av nötter som ofta har långa, fjäderlika pistiller.
Arterna är oftast lätta att odla. Några kräver kalkrik jord. De klättrande typerna bör planteras så att blad och blommor får sol och värme. Rötterna behöver sval och skuggig placering. En klematis som frusit ned under vintern kan vara mycket långsam på att växa upp igen, men ändå vara vid liv. Om man misstänker att en planta är död är det säkrast att inte gräva bort den förrän på sensommaren.
Klematis är, liksom många andra ranunkelväxter, giftig. I hela växten förekommer ett ämne som irriterar hud och slemhinnor.

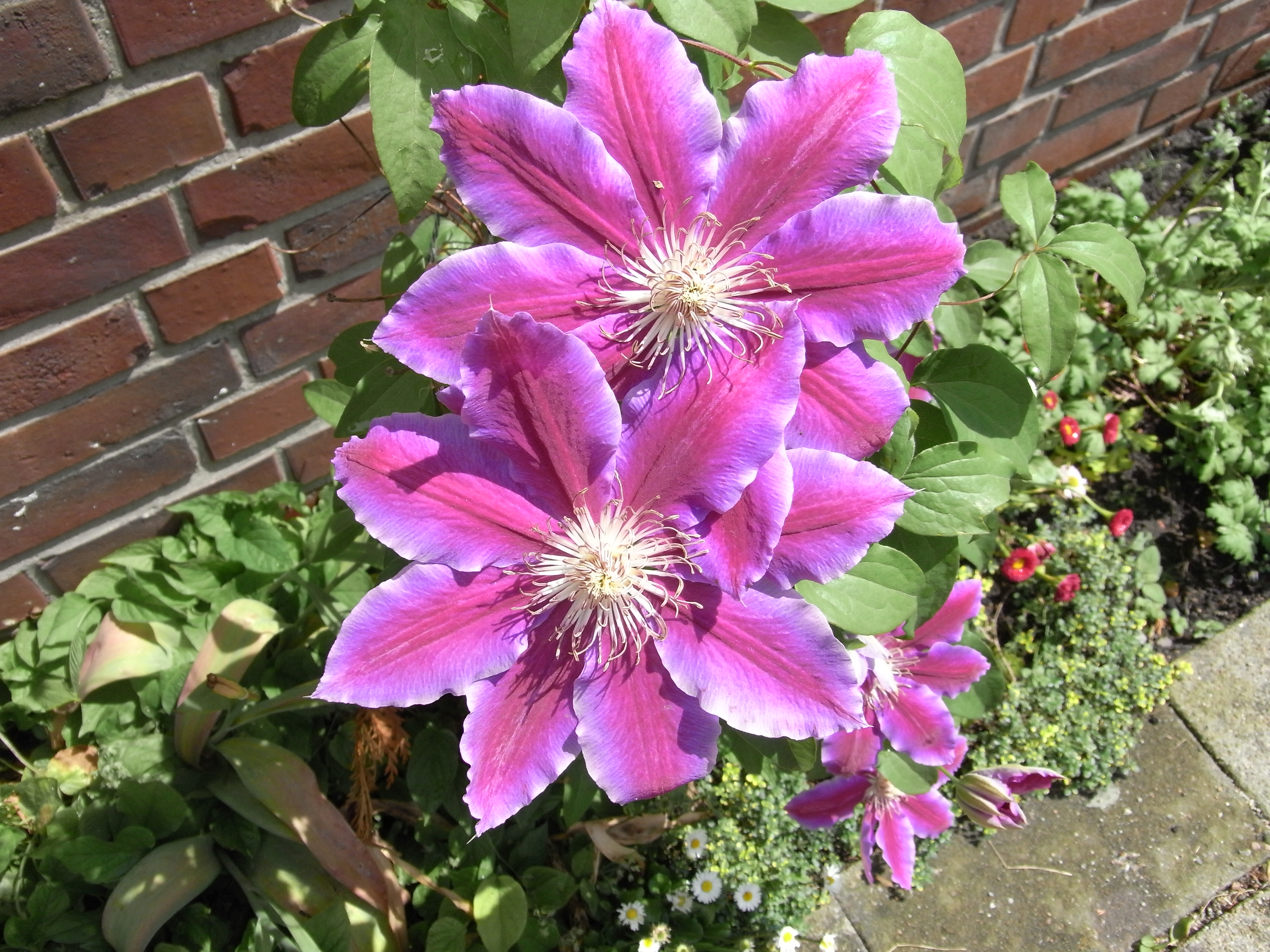

## Grupper[4]
Mängder med klematis-hybrider har korsats fram genom åren. Ofta är ursprunget komplext eller okänt. Dessa klematis-sorter delas in i grupper.
Atrageneklematisar (Atragene-gruppen) - selektioner av, eller hybrider med arter inom undersläktet Atragene (t ex C. alpina, C. chiisanensis, C. fauriei, C. koreana, C. macropetala, C. ochotensis, C. sibirica och C. turkestanica).
Flammulaklematisar (Flammula-gruppen) - selektioner av, eller hybrider med arter inom sektion Flammula (t ex C. angustifolia, C. flammula, C. recta eller C. terniflora).
Fosteriklematisar (Fosteri-gruppen) - selektioner av, eller hybrider med arter i Clematissektionen Novae-zeelandiae, t ex C. forsteri, C. marmoraria och C. petriei.
Heracleifoliaklematisar (Heracleifolia-gruppen) - selektioner av, eller hybrider med arter inom undersläktet Tubulosa (t ex C.heracleifolia, C. stans och C. tubulosa.
Integrifoliaklematisar (Integrifolia-gruppen) - selektioner av och hybrider med Clematis integrifolia.
Montanaklematisar (Montana-gruppen) - selektioner av och hybrider med arter i sektion Montanae( t ex C. chrysocoma och C. montana)
Sena storblommiga klematisar (Sena Storblommiga Gruppen) - innefattar sorter med enkla, sällan fyllda, 10–20 cm vida blommor. Dessa produceras på årsskotten under sommar och höst.
Tanguticaklematisar (Tangutica-gruppen) - selektioner av eller hybrider med arter i sektion Meclatis (t ex C. intricata, C. orientalis, C. serratifolia, C. tangutica och C. tibetana).
Texensisklematisar (Texensis-gruppen) - hybrider mellan C. texensis och storblommiga sorter.
Tidiga storblommiga klematisar (Tidiga Storblommiga Gruppen) - omfattar sorter med cirka 10–20 cm vida, enkla till fyllda blommor. Dessa produceras ofta både på fjolårsskotten och på årsskotten, vilket ger två blomningsperioder.
Viornaklematisar (Viorna-gruppen) - selektioner av eller hybrider med arter i sektion Viorna  ( t ex C. crispa, C. fusca, C. ianthina, C. pitcheri, C. reticulata, C. texensis och C. viorna. Gäller ej hybrider med C. integrifolia och sorter som ingår i Texensis-Gruppen.
Viticellaklematisar (Viticella-gruppen) - hybrider med och selektioner av Clematis viticella.
Vitalbaklematisar (Vitalba-gruppen) - selektioner av eller hybrider med arter i sektion Clematis (C. ligusticifolia, C. potaninii, C. vitalba och C. virginiana).

## Bildgalleri

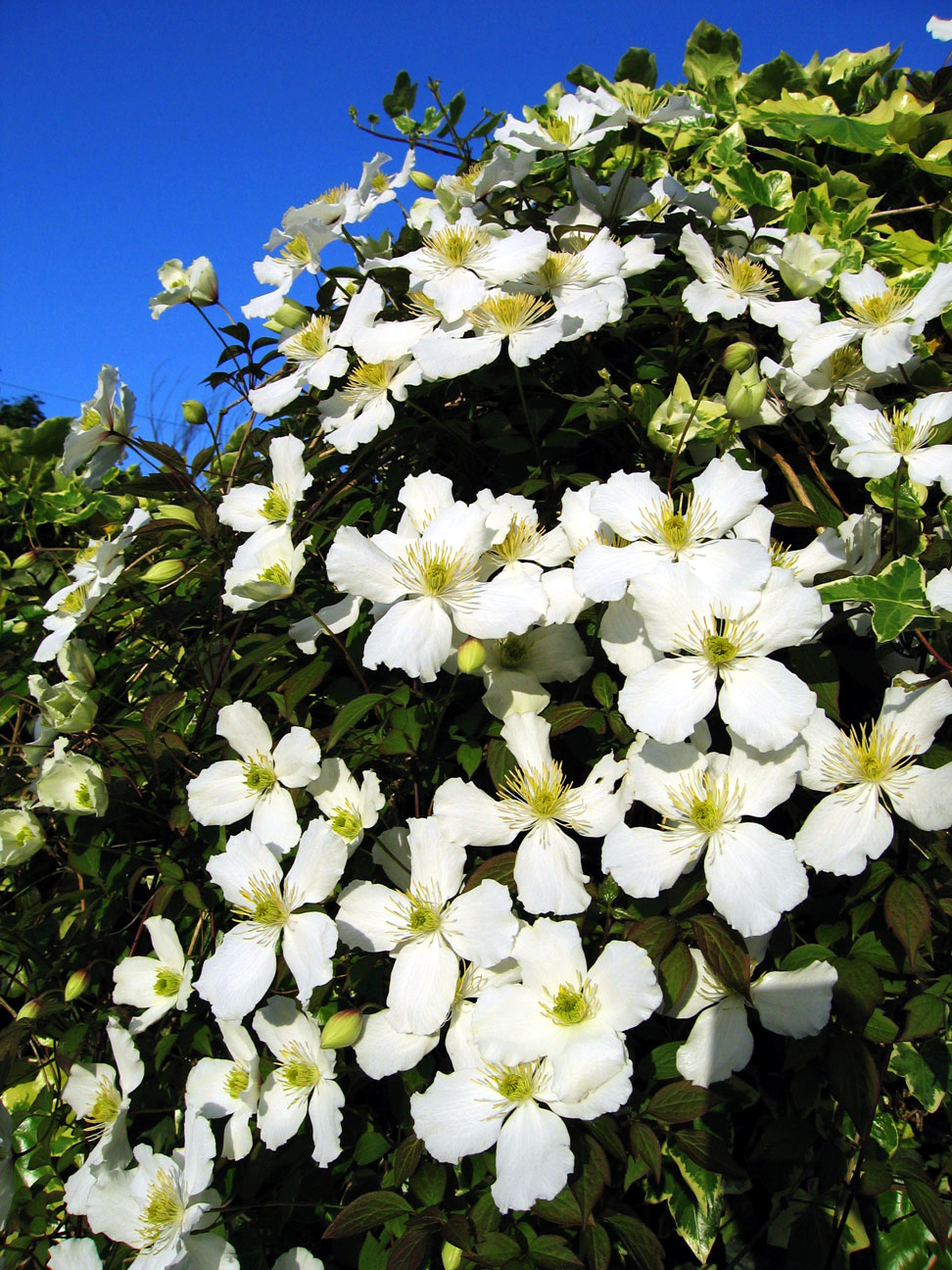
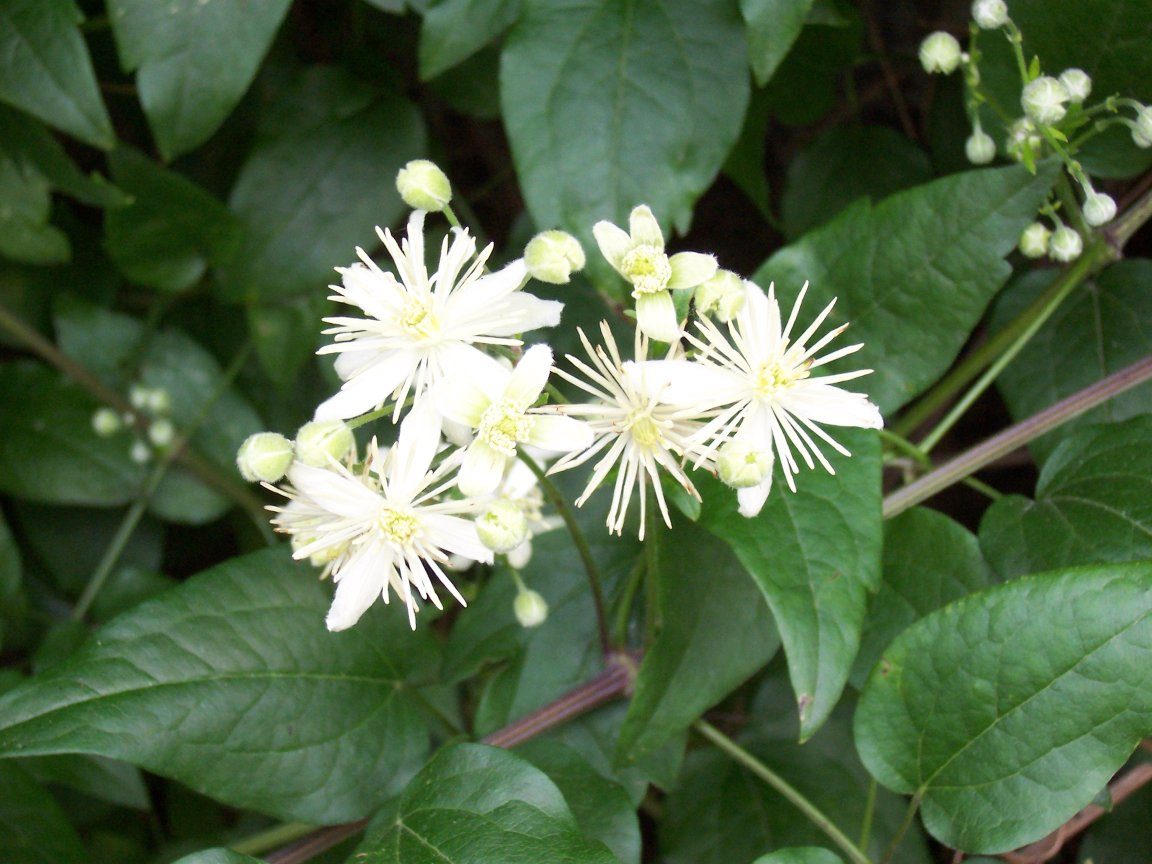
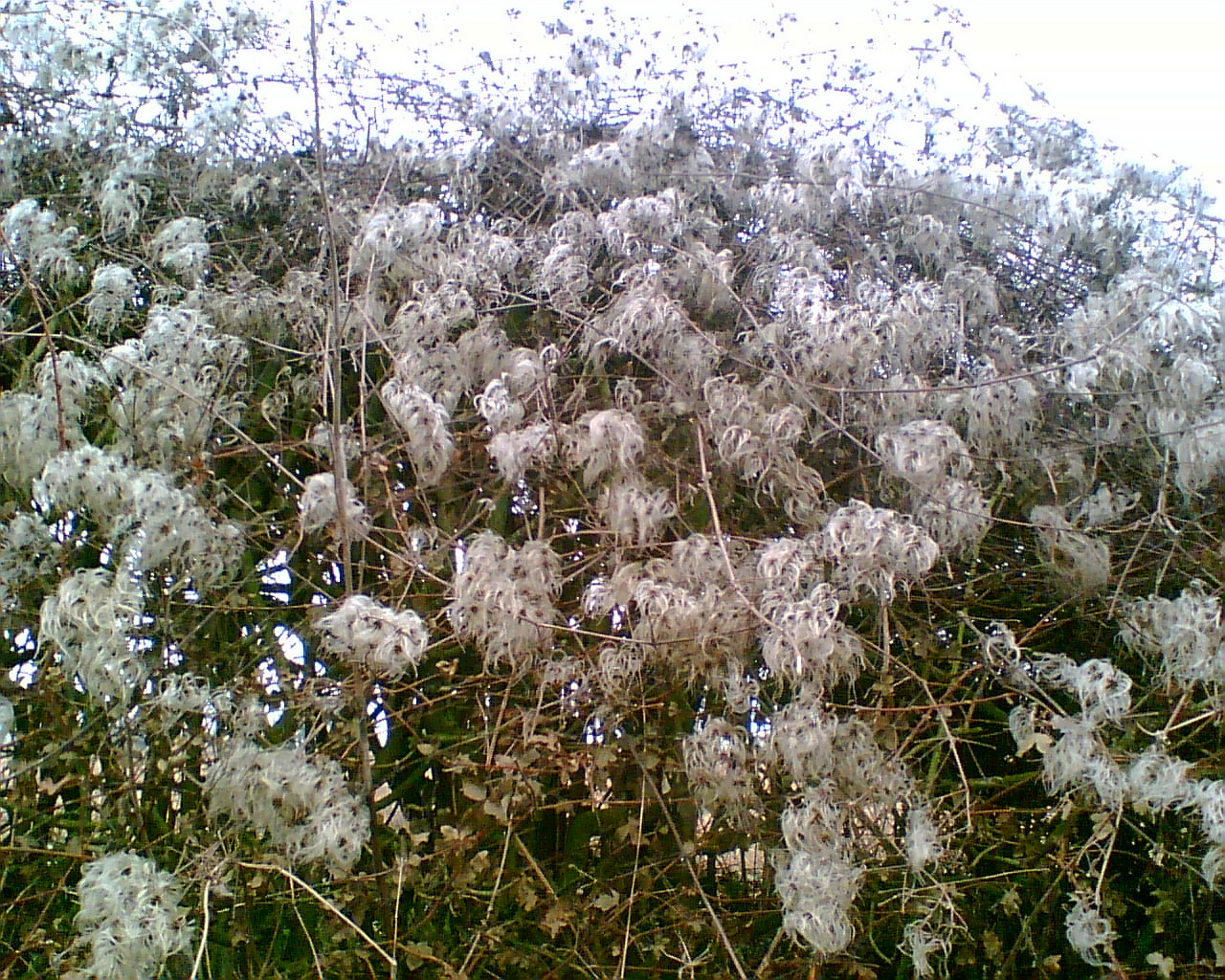
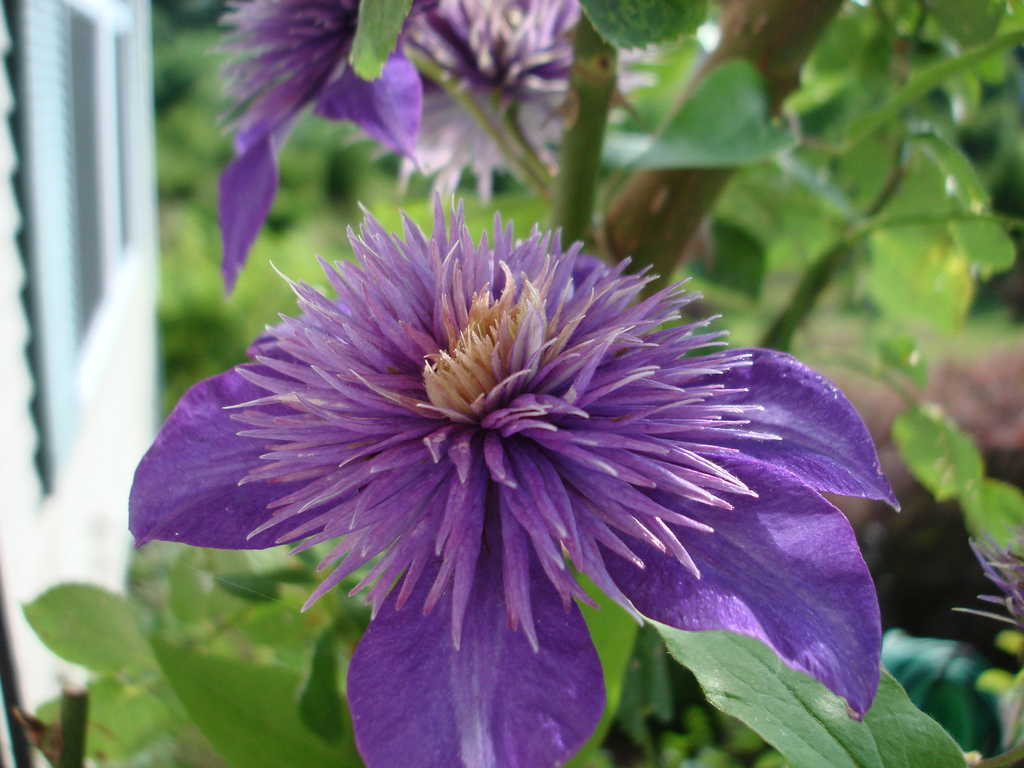
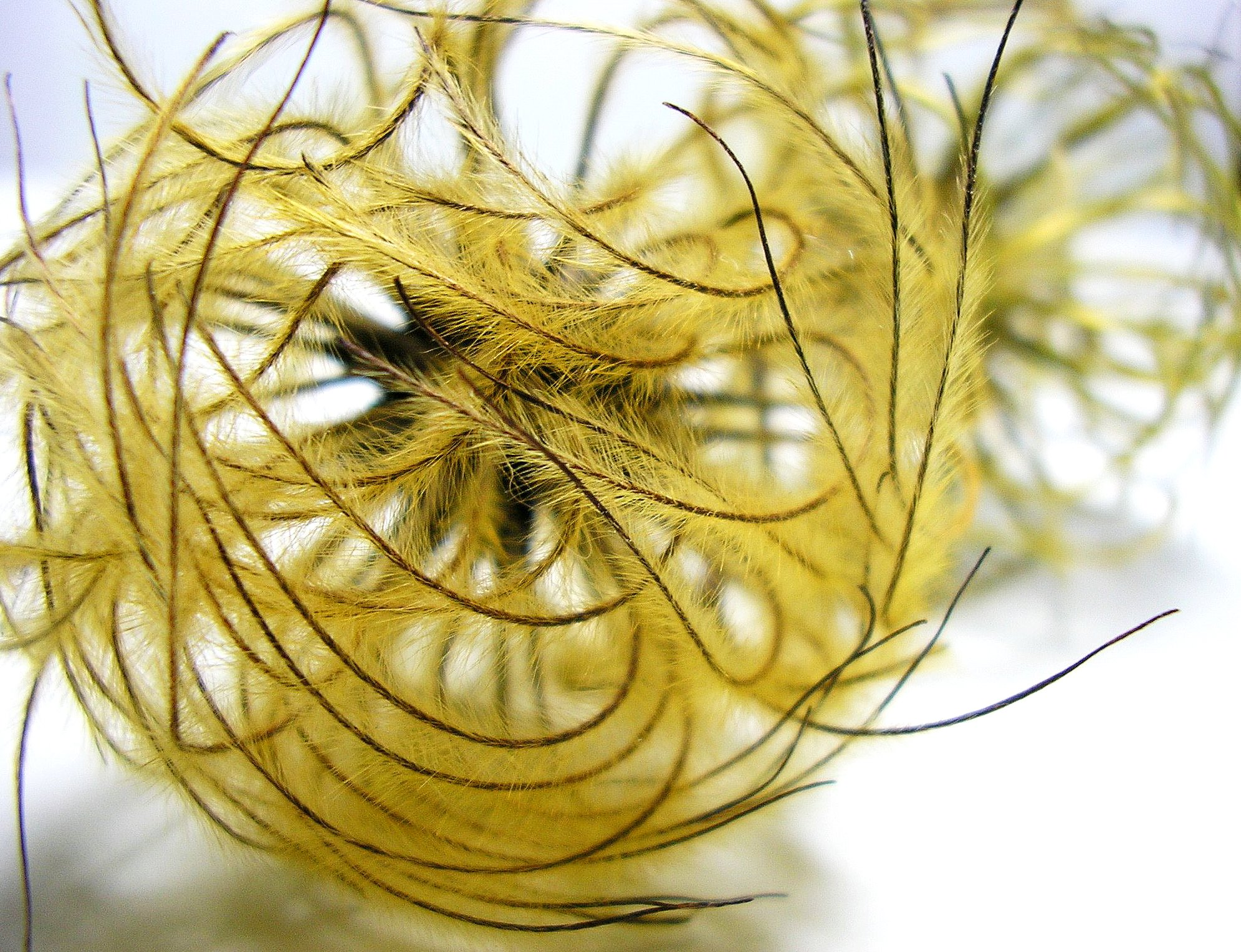
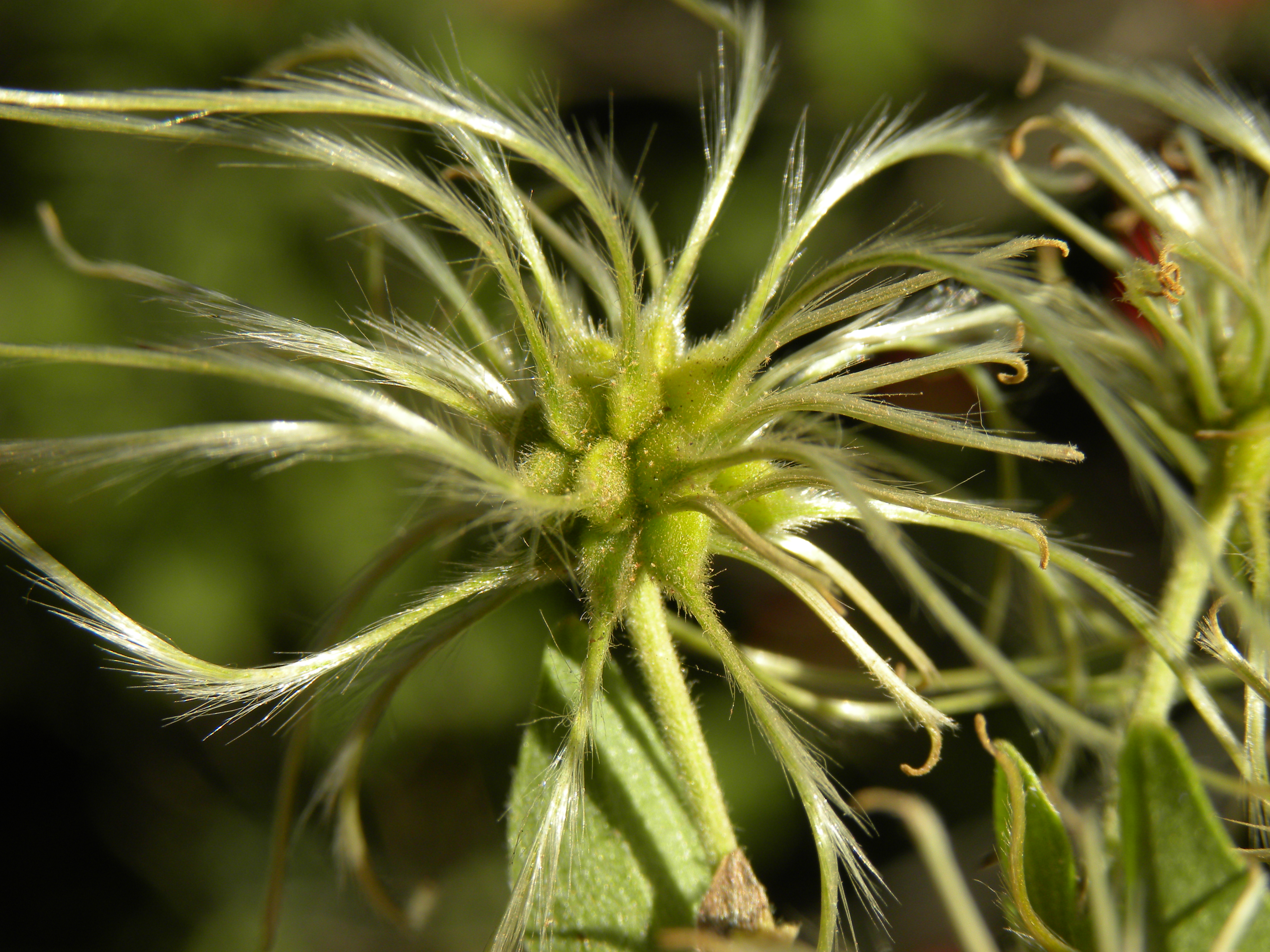

## Dottertaxa till klematissläktet, i alfabetisk ordning[1]
- Clematis acapulcensis
- Clematis acerifolia
- Clematis actinostemmatifolia
- Clematis acuminata
- Clematis addisonii
- Clematis aethusifolia
- Clematis affinis
- Clematis afoliata
- Clematis akebioides
- Clematis akoensis
- Clematis albicoma
- Clematis alborosea
- Clematis alpina
- Clematis alternata
- Clematis anethifolia
- Clematis apiculata
- Clematis apiifolia
- Clematis archboldiana
- Clematis aristata
- Clematis armandii
- Clematis australis
- Clematis austroanatolica
- Clematis austrogansuensis
- Clematis bahamica
- Clematis baldwinii
- Clematis baltistanica
- Clematis baominiana
- Clematis barahonensis
- Clematis barbellata
- Clematis bigelovii
- Clematis bojeri
- Clematis bonariensis
- Clematis bourdillonii
- Clematis bowkeri
- Clematis brachiata
- Clematis brachystemon
- Clematis brachyura
- Clematis bracteolata
- Clematis brevicaudata
- Clematis brevipes
- Clematis buchananiana
- Clematis burmanica
- Clematis cadmia
- Clematis calcicola
- Clematis caleoides
- Clematis campestris
- Clematis carrizoensis
- Clematis catesbyana
- Clematis caudigera
- Clematis chekiangensis
- Clematis chengguensis
- Clematis chinensis
- Clematis chingii
- Clematis chiupehensis
- Clematis chrysocarpa
- Clematis chrysocoma
- Clematis cinnamomoides
- Clematis cirrhosa
- Clematis clarkeana
- Clematis clemensiae
- Clematis clitorioides
- Clematis coactilis
- Clematis coahuilensis
- Clematis columbiana
- Clematis commutata
- Clematis comoresensis
- Clematis connata
- Clematis corniculata
- Clematis courtoisii
- Clematis craibiana
- Clematis crassifolia
- Clematis crassipes
- Clematis crassisepala
- Clematis crispa
- Clematis cruttwellii
- Clematis dasyandra
- Clematis decipiens
- Clematis delavayi
- Clematis delicata
- Clematis dilatata
- Clematis dimorphophylla
- Clematis dingjunshanica
- Clematis dioica
- Clematis drummondii
- Clematis dubia
- Clematis eichleri
- Clematis elisabethae-carolae
- Clematis erectisepala
- Clematis eriopoda
- Clematis falciformis
- Clematis fasciculiflora
- Clematis fauriei
- Clematis fawcettii
- Clematis fengii
- Clematis finetiana
- Clematis flabellata
- Clematis flammula
- Clematis flammulastrum
- Clematis floribunda
- Clematis florida
- Clematis foetida
- Clematis formosana
- Clematis forsteri
- Clematis fremontii
- Clematis fruticosa
- Clematis fujisanensis
- Clematis fulvicoma
- Clematis fulvofurfuracea
- Clematis fusca
- Clematis fusijamana
- Clematis gentianoides
- Clematis gialaiensis
- Clematis glabrifolia
- Clematis glauca
- Clematis glaucophylla
- Clematis glycinoides
- Clematis gracilifolia
- Clematis grandidentata
- Clematis grandiflora
- Clematis grata
- Clematis gratopsis
- Clematis graveolens
- Clematis grewiiflora
- Clematis guadeloupae
- Clematis gulinensis
- Clematis haenkeana
- Clematis hagiangensis
- Clematis hainanensis
- Clematis hancockiana
- Clematis hastata
- Clematis hedysarifolia
- Clematis henryi
- Clematis heracleifolia
- Clematis herrei
- Clematis hexapetala
- Clematis heynei
- Clematis hilariae
- Clematis hirsuta
- Clematis hirsutissima
- Clematis hookeriana
- Clematis huangjingensis
- Clematis huchouensis
- Clematis hupehensis
- Clematis ibarensis
- Clematis incisodenticulata
- Clematis integrifolia
- Clematis intraglabra
- Clematis intricata
- Clematis ispahanica
- Clematis japonica
- Clematis javana
- Clematis jeypurensis
- Clematis jialasaensis
- Clematis jingdungensis
- Clematis jinzhaiensis
- Clematis kakoulimensis
- Clematis khasiana
- Clematis kirilowii
- Clematis kockiana
- Clematis koreana
- Clematis korthalsii
- Clematis kweichowensis
- Clematis ladakhiana
- Clematis lancifolia
- Clematis lanuginosa
- Clematis lasiandra
- Clematis lasiantha
- Clematis lathyrifolia
- Clematis laxistrigosa
- Clematis leptophylla
- Clematis leschenaultiana
- Clematis liboensis
- Clematis ligusticifolia
- Clematis linearifolia
- Clematis linearifoliola
- Clematis lingyunensis
- Clematis liuzhouensis
- Clematis longistyla
- Clematis loureiriana
- Clematis lushuiensis
- Clematis macgregorii
- Clematis macropetala
- Clematis malacoclada
- Clematis malacocoma
- Clematis manipurensis
- Clematis mankiuensis
- Clematis marata
- Clematis marmoraria
- Clematis mashanensis
- Clematis mauritiana
- Clematis menglaensis
- Clematis metuoensis
- Clematis meyeniana
- Clematis microphylla
- Clematis millefoliata
- Clematis minggangiana
- Clematis moisseenkoi
- Clematis mollissima
- Clematis montana
- Clematis montevidensis
- Clematis morefieldii
- Clematis morii
- Clematis multistriata
- Clematis nagaensis
- Clematis nainitalensis
- Clematis nannophylla
- Clematis napaulensis
- Clematis napoensis
- Clematis ningjingshanica
- Clematis nothae
- Clematis novocaledoniaensis
- Clematis nukiangensis
- Clematis obscura
- Clematis obtusifolia
- Clematis obvallata
- Clematis occidentalis
- Clematis ochroleuca
- Clematis oligantha
- Clematis orbiculata
- Clematis orientalis
- Clematis otophora
- Clematis palmeri
- Clematis paniculata
- Clematis papillosa
- Clematis papuasica
- Clematis papuligera
- Clematis parviflora
- Clematis parviloba
- Clematis pashanensis
- Clematis patens
- Clematis pauciflora
- Clematis peii
- Clematis peruviana
- Clematis peterae
- Clematis petriei
- Clematis phanerophlebia
- Clematis phlebantha
- Clematis pianmaensis
- Clematis pickeringii
- Clematis pinchuanensis
- Clematis pingbianensis
- Clematis pinnata
- Clematis pitcheri
- Clematis pogonandra
- Clematis polygama
- Clematis populifolia
- Clematis potaninii
- Clematis pseudootophora
- Clematis pseudopogonandra
- Clematis pseudopterantha
- Clematis psilandra
- Clematis pterantha
- Clematis puberula
- Clematis pubescens
- Clematis pycnocoma
- Clematis qingchengshanica
- Clematis quadribracteolata
- Clematis queenslandica
- Clematis quinquefoliolata
- Clematis ranunculoides
- Clematis recta
- Clematis rehderiana
- Clematis repens
- Clematis reticulata
- Clematis rhodocarpoides
- Clematis rigoi
- Clematis robertsiana
- Clematis roylei
- Clematis rubifolia
- Clematis rufa
- Clematis rutoides
- Clematis salsuginea
- Clematis sarezica
- Clematis satomiana
- Clematis sclerophylla
- Clematis seemannii
- Clematis serratifolia
- Clematis shenlungchiaensis
- Clematis shensiensis
- Clematis siamensis
- Clematis sibirica
- Clematis sichotealinensis
- Clematis sigensis
- Clematis simensis
- Clematis simplicifolia
- Clematis sinii
- Clematis smilacifolia
- Clematis socialis
- Clematis songarica
- Clematis spathulifolia
- Clematis staintonii
- Clematis stans
- Clematis stenanthera
- Clematis subtriloba
- Clematis subtriternata
- Clematis taeguensis
- Clematis takedana
- Clematis tamurae
- Clematis tangutica
- Clematis tashiroi
- Clematis tatarinowii
- Clematis tengchongensis
- Clematis tenuimarginata
- Clematis tenuipes
- Clematis teretipes
- Clematis terniflora
- Clematis texensis
- Clematis thaiana
- Clematis thaimontana
- Clematis thalictrifolia
- Clematis theobromina
- Clematis tibetana
- Clematis tinghuensis
- Clematis tomentella
- Clematis tongluensis
- Clematis tosaensis
- Clematis trifida
- Clematis tripartita
- Clematis tsaii
- Clematis tsugetorum
- Clematis tuaensis
- Clematis tunisiaca
- Clematis turkestanica
- Clematis turyusanensis
- Clematis uhehensis
- Clematis ulbrichiana
- Clematis uncinata
- Clematis urophylla
- Clematis urticifolia
- Clematis uruboensis
- Clematis wallichii
- Clematis vaniotii
- Clematis variifolia
- Clematis wattii
- Clematis welwitschii
- Clematis wenshanensis
- Clematis venusta
- Clematis wenxianensis
- Clematis versicolor
- Clematis vietnamensis
- Clematis wightiana
- Clematis williamsii
- Clematis villosa
- Clematis vinacea
- Clematis viorna
- Clematis virginiana
- Clematis viridiflora
- Clematis viridis
- Clematis wissmanniana
- Clematis vitalba
- Clematis viticaulis
- Clematis viticella
- Clematis xiangguiensis
- Clematis xinhuiensis
- Clematis yuanjiangensis
- Clematis yui
- Clematis yunnanensis
- Clematis zaireensis
- Clematis zandaensis
- Clematis zemuensis
- Clematis zhejiangensis
- Clematis zygophylla